# Добренко, Евгений Александрович
Евге́ний Алекса́ндрович Добре́нко (род. 4 апреля 1962, Одесса) — историк русской литературы и культуры, исследователь сталинской культуры и социалистического реализма, истории российского и советского кинематографа, критической теории и советской культурной истории. Профессор Венецианского университета.

## Биография
Родился 4 апреля 1962 года в Одессе. Окончил филологический факультет Одесского государственного университета (1984), там же защитил кандидатскую диссертацию «Аналитические тенденции в современной советской прозе и творчестве Юрия Трифонова 1960—80-х годов: проблема типологии и поэтики» по специальности 10.01.02 «Советская многонациональная литература» (1987). Работал преподавателем и доцентом Одесского университета (1987—1991). Затем находился в докторантуре факультета журналистики МГУ, работал в РГГУ в Москве.
В 1992 году эмигрировал в США, где преподавал в Университете Дьюка (1992—1997), Стэнфордском университете (1997—1998), Амхерстском колледже (1998—1999) и Калифорнийском университете (Ирвайн) (1999—2000). Переехал в Англию, где до 2006 года был профессором в Ноттингемском университете, а с 2007 по 2021 год — профессором Шеффилдского университета, в котором возглавлял кафедру славянских исследований. В настоящее время работает в Венеции.

## Научная деятельность
Исследовательские интересы лежат в области сталинской культуры, социалистического реализма, советской литературы, советской интеллектуальной и культурной истории. Самые известные книги: «Метафора власти» (1993), «Формовка советского читателя» (1997), «Формовка советского писателя» (1999), «Политэкономия соцреализма» (2007), «Музей революции» (2008), «Поздний сталинизм: эстетика политики» (2020), «Госсмех» (2022).

## Признание и награды
Получал стипендии и исследовательские гранты от Стэнфордского гуманитарного центра (1997—1998), стипендии Карла Левенштейна в области политологии и юриспруденции в Амхерстском колледже и Международного центра Вудро Вильсона (Институт Кеннана Международной организации имени Вудро Вильсона). Был научным сотрудником Международного исследовательского центра Нью-Йоркского университета, Центра исследований в области искусства, социальных и гуманитарных наук Кембриджского университета, Института гуманитарных исследований в Вене, университета Хоккайдо и др. Один из лауреатов стипендии Гуггенхайма и стипендии Фернана Броделя в Европейском университетском институте.
В 2012 вместе с Галином Тихановым получил премию Ефима Эткинда за лучшую книгу в области исследования русской культуры за книгу «История русской литературной критики: Советская и постсоветская эпоха». В 2019 был награждён AATSEEL за вклад в науку.